# اولوموتس ۳۰۵۶۴
سیارک ۳۰۵۶۴ (به انگلیسی: 30564 Olomouc، نامگذاری:2001OC77) سی هزار و پانصد و شصت و چهارمین سیارک کشف شده‌است که در ۲۸ ژوئیه ۲۰۰۱ کشف شد.